# Birgit Schölzhorn
Birgit Schölzhorn (* 12. Dezember 2003) ist eine italienische Biathletin. Sie gewann 2025 eine Medaille bei Europameisterschaften.

## Sportliche Laufbahn
Birgit Schölzhorn gab ihr internationales Debüt im Dezember 2022 in Obertilliach im IBU-Junior-Cup. Ihre erste Top-10-Platzierung erzielte sie als Neunte im Sprint der Junioreneuropameisterschaften, im Rahmen der Junioren-WM lief sie mit der Staffel auf Rang fünf. Kurz vor Ende der Folgesaison, in der sie ohne herausstechende Ergebnisse im Juniorcup lief, gab die Italienerin Ende Februar 2024 ihren Einstand im IBU-Cup und lief in der Verfolgung mit Platz 27 sofort in die Punkteränge. Auch im Winter 2024/25, in dem Schölzhorn ausschließlich im IBU-Cup antrat, ergatterte sie durch einige Top-30-Ergebnisse mehrfach Ranglistenpunkte und nahm dementsprechend auch an den Europameisterschaften im Martelltal teil. Dabei überzeugte sie mit Rang 18 im Sprint, verbesserte sich im Verfolger mit einem Schießfehler bis auf Rang acht, und gewann abschließend gemeinsam mit Rebecca Passler, Ilaria Scattolo und Linda Zingerle Bronze im Staffelwettkampf und damit ihre erste internationale Medaille bei einem IBU-Rennen.

## Persönliches
Schölzhorn stammt aus Sterzing.

## Statistiken

### Juniorenweltmeisterschaften
Ergebnisse bei den Juniorenweltmeisterschaften:
| Weltmeisterschaften | Weltmeisterschaften | Einzelwettbewerbe | Einzelwettbewerbe | Einzelwettbewerbe | Einzelwettbewerbe | Staffelwettbewerbe | Staffelwettbewerbe |
| Jahr                | Ort                 | Einzel            | Sprint            | Verfolgung        | Massenstart 60    | Frauenstaffel      | Mixedstaffel       |
| ------------------- | ------------------- | ----------------- | ----------------- | ----------------- | ----------------- | ------------------ | ------------------ |
| 2023                | Schtschutschinsk    | DSQ               | 27.               | 28.               | N/A               | 5.                 | –                  |
| 2025                | Östersund           | 45.               | 53.               | N/A               | 18.               | 5.                 | –                  |